# Ещенко, Андрей Олегович
Андре́й Оле́гович Е́щенко (род. 9 февраля 1984, Иркутск) — российский футболист, защитник; тренер и функционер.
Является воспитанником иркутского «Зенита», свою профессиональную карьеру начинал в местной «Звезде». В 2005 году перебрался в подмосковные «Химки», сыграл в 34 матчах, после чего отправился на повышение в киевское «Динамо». В основе киевского клуба так и не закрепился, разъезжал по арендам, после чего вернулся в Россию. В сезоне 2012/13 успел поиграть в московском «Локомотиве» и даже получил приглашение в основную сборную России. В 2013 году стал игроком «Анжи», но после вылета команды в ФНЛ отправился в аренду в «Кубань». Во второй половине сезона 2015/16 выступал в московском «Динамо», которое впервые в своей истории вылетело в ФНЛ. В 2016 году подписал контракт с московским «Спартаком». В январе 2022 года объявил о завершении карьеры, однако в конце июня 2022 года подписал контракт со «Знаменем», выступающим во Второй лиге.
Трижды выходил в финал Кубка России, выигрывал Суперкубок России, а также брал Кубок Украины и Суперкубок Украины. Выигрывал чемпионаты Украины и России.

## Ранние годы
Родился 9 февраля 1984 года в Иркутске. С семи лет занимался баскетболом. Когда Андрею было 9, его родители погибли при пожаре в квартире, по другим сведениям — в автокатастрофе. После этого жил у родной сестры бабушки. Она не могла посвящать внуку много времени, поэтому отдала Андрея в школу-интернат, где он жил 5 дней в неделю. Первое время занимался баскетболом. Потом друг посоветовал ему записаться в секцию футбола. Занимался в ДЮСШ иркутского «Зенита». Первый тренер — Евгений Ленский. Ещенко начинал играть на позиции под нападающими. В детском и юношеском возрасте выделялся работоспособностью и крепким характером. Был капитаном сборной Иркутска, составленной из игроков 1984 года рождения, которая выступала в первенстве России и заняла в отборочном турнире второе место в группе, уступив в стыковых матчах Новокузнецку.

## Клубная карьера

### «Звезда» (Иркутск)
Начал профессиональную карьеру в иркутской «Звезде» во втором дивизионе в 2003 году. В команду он попал, хорошо показав себя на сборах, где в одном из матчей забил головой. По окончании сборов ему предложили трёхлетний контракт. Дебютировал за «Звезду» 15 мая 2003 года в матче против прокопьевского «Шахтёра» (2:0), выйдя на 87-й минуте вместо Евгения Вдовенко. Первый мяч за клуб забил 28 августа 2003 года в матче против «Селенги» (5:0). В первом сезоне провёл 15 матчей и забил один мяч, также выступая и за дубль. «Звезда» в том сезоне заняла четвёртое место, лишь по разнице забитых и пропущенных голов уступив бронзовые награды омскому «Иртышу». В сезоне 2004 Ещенко сыграл в 27 матчах и забил два мяча, «Звезда» заняла пятое место.
Сам Ещенко отмечал, что именно в «Звезде» он раскрылся как футболист, набрал неплохие физические данные. Также отмечал работу тренера Бориса Лаврова. Всего за клуб сыграл в 47 матчах и забил три мяча.

### «Химки»
В ноябре 2004 года в Саранске состоялся молодёжный турнир «Надежда», где Ещенко, игравшего за сборную «Востока», заметили скауты «Химок». На турнире его команда заняла последнее шестое место. В начале января 2005 года он без просмотра подписал контракт с «Химками», которые выступали в первом дивизионе. Одним из инициаторов его перехода был Андрей Червиченко. Клуб заплатил за Ещенко 400 000 евро. Дебютировал за клуб 7 марта 2005 года в матче 1/8 финала Кубка России против «Алании» (2:0). В команде выступал под 13-м номером. 2 июня 2005 года забил свой первый мяч за «Химки» в матче 8-го тура первого дивизиона против челябинского «Спартака» (5:1). В подмосковном клубе стал основным игроком при главном тренере Павле Яковенко. Вместе с командой дошёл до финала Кубка России, где «Химки» уступили ЦСКА 0:1. Ещенко отыграл весь матч, многие отмечали его успешную игру против нападающего ЦСКА Вагнера Лава. В «Химках» Ещенко хорошо себя зарекомендовал, играя на позиции правого защитника, после чего многие называли его открытием сезона и одним из самых перспективных игроков России. Всего за клуб в сезоне 2005 провёл 34 матча и забил два мяча. «Химки» в том сезоне заняли четвёртое место, уступив лишь «КАМАЗу», нальчикскому «Спартаку» и «Лучу-Энергии».

### «Динамо» (Киев) и аренды

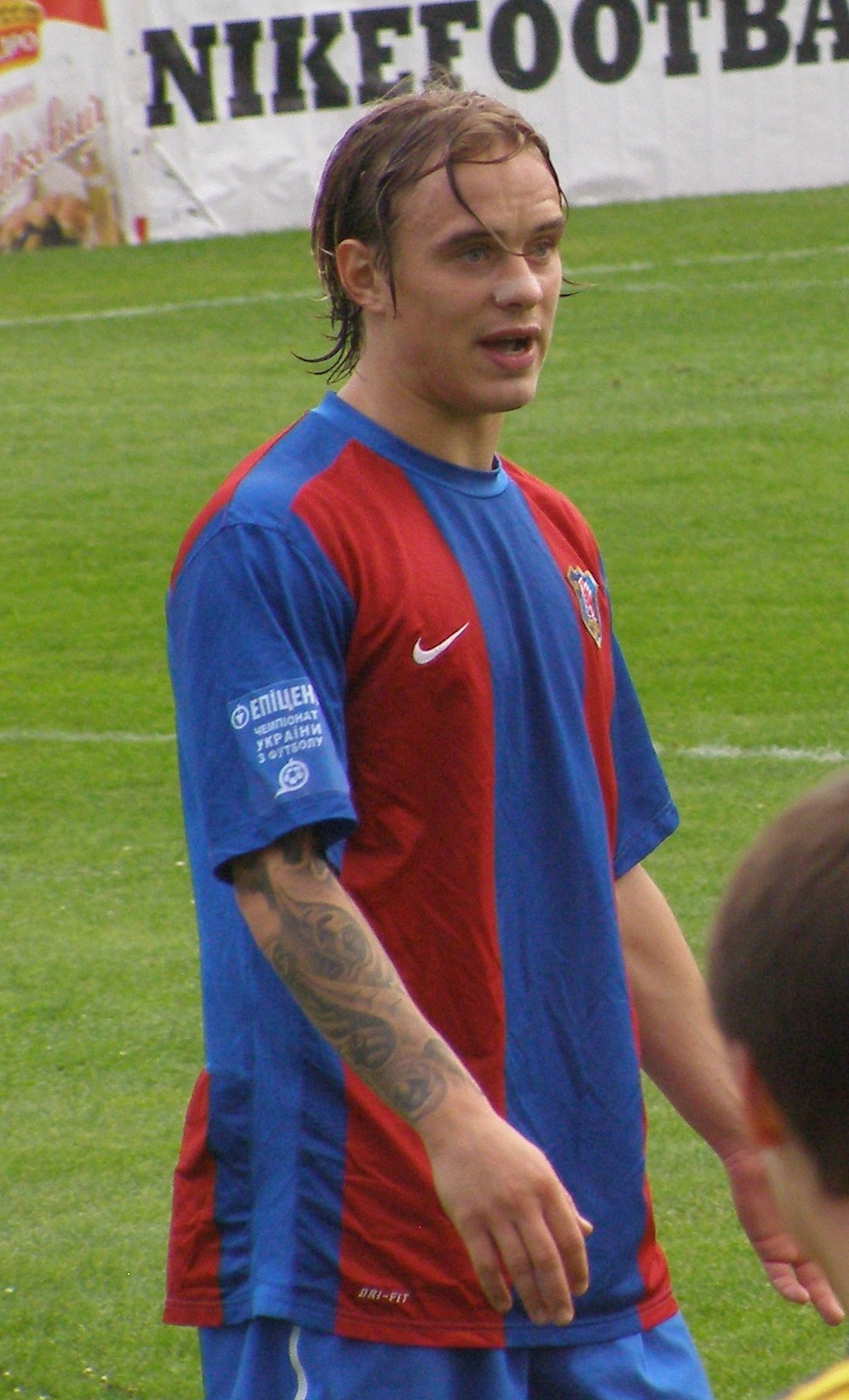
Ещенко в составе «Арсенала» в 2010 году

В январе 2006 года отправился на сборы киевского «Динамо» в ОАЭ на просмотр. Переходом в «Динамо» занимался его агент Алексей Сафонов. Также Ещенко мог перейти в московские клубы «Динамо», «Спартак» и «Локомотив». В феврале 2006 года участвовал в Кубке Первого канала, который проходил в Израиле.
В «Динамо» вначале перешёл на правах аренды. В апреле 2006 года подписал пятилетний контракт. За его трансфер «Динамо» заплатило 1 200 000 евро. В команде взял 33-й номер. 5 марта 2006 года дебютировал в чемпионате Украины в выездном матче 20-го тура против мариупольского «Ильичёвца» (1:2), выйдя на замену на 72-й минуте вместо Олега Гусева. Первый мяч за клуб забил 2 апреля 2006 года в матче против «Металлиста» (2:1). Вместе с «Динамо» в сезоне 2005/06 стал серебряным призёром чемпионата Украины и обладателем Кубка Украины. 16 июля 2006 года «Динамо» завоевало Суперкубок Украины, обыграв донецкий «Шахтёр» (2:0). Всего за «Динамо» в чемпионате сыграл в 11 матчах и забил один мяч, два матча в Кубке и три матча в молодёжном чемпионате Украины. Однако закрепиться в стартовом составе киевского клуба Ещенко так и не смог и уже со следующего сезона он начал выступать в арендах.
Летом 2006 года перешёл в московское «Динамо» в полугодичную аренду. В команде взял 28-й номер. В чемпионате России дебютировал 4 августа 2006 года в выездном матче 14-го тура против московского «Торпедо» (0:3), отыграв всю игру. После этой игры был отправлен в отставку главный тренер «Динамо» Юрий Сёмин. Всего за «Динамо» в сезоне 2006 сыграл в десяти играх во всех турнирах. В январе 2007 года вернулся в киевское «Динамо». Остаток сезона 2006/07 играл за фарм-клуб «Динамо-2», которое выступало в первой лиге. Всего за «Динамо-2» сыграл в девяти матчах, в которых отыграл полные 90 минут.
27 июня 2007 года перешёл на правах аренды в днепропетровский «Днепр». В команде взял 13-й номер. В составе «Днепра» дебютировал 26 августа 2007 года в домашнем матче 7-го тура против ужгородского «Закарпатья» (0:0). В августе 2008 года провёл два матча в квалификации Кубка УЕФА против швейцарской «Беллинцоны», по итогам двух матчей «Днепр» покинул турнир. Всего за клуб в чемпионате провёл 20 матчей, также два матча в Кубке УФА и семь игр в молодёжном первенстве.
В начале 2009 года перешёл на правах аренды в киевский «Арсенал». В команде взял 29-й номер. В составе команды в чемпионате Украины дебютировал 1 марта 2009 года в домашнем матче против «Харькова» (1:0). 18 октября 2009 года забил свой первый мяч за «Арсенал» в матче против «Таврии» (2:2). В сезоне 2008/09 Ещенко сыграл за «Арсенал» 11 игр. Перед началом сезона 2010/11 в команде сменил номер на 99-й. В этом сезоне вместе с командой дошёл до полуфинала Кубка Украины, где «Арсенал» уступил киевскому «Динамо» (2:0). В чемпионате Украины 2010/11 сыграл во всех 30 играх «Арсенала» в турнире, отыграв их без замен, также получив в них две жёлтые карточки. Всего за клуб сыграл в 67 матчах в чемпионате, в которых забил один мяч. В Кубке Украины за «Арсенал» провёл 5 матчей.
В июне 2011 года Ещенко стал свободным агентом, так как его контракт с киевским «Динамо» истёк.

### «Волга» (Нижний Новгород)
2 августа 2011 года подписал контракт с нижегородской «Волгой» на правах свободного агента. Ещенко вернулся в Россию для того, чтобы попасть в национальную сборную страны. В команде стал выступать под 50-м номером. Дебютировал за «Волгу» 14 августа 2011 года в матче 20-го тура чемпионата России против московского «Локомотива» (0:0). За полгода сыграл в чемпионате России 12 матчей, стал одним из лидеров «Волги» и получил приглашение во вторую сборную России.

### «Локомотив» (Москва)

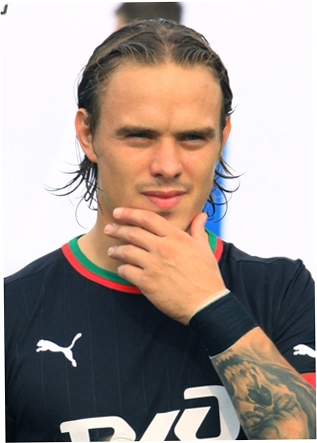
Ещенко в составе «Локомотива» в 2012 году

20 января 2012 года воспользовался опцией расторжения контракта и перешёл в московский «Локомотив», подписав контракт на 3,5 года. В «Локомотиве», как и в «Волге», он взял 50-й номер. 24 марта 2012 года дебютировал в составе команды в чемпионате России в выездном матче 36-го тура против ЦСКА (2:0). В сезоне 2011/12 провёл за клуб 7 матчей, а также один матч в молодёжном первенстве. 4 ноября 2012 года забил свой первый мяч за «Локомотив» в выездном матче 14-го тура против ЦСКА (1:2). В сезоне 2012/13 сыграл в 18 матчах во всех турнирах и забил один мяч.

### «Анжи» и аренды

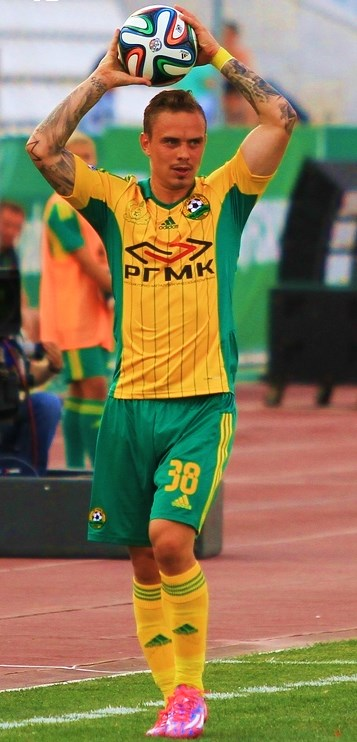
Ещенко в составе «Кубани» в 2014 году

12 января 2013 года перешёл в «Анжи», подписав контракт на три года. Сумма трансфера составила один миллион евро. К моменту перехода в «Анжи» Ещенко был ведущим игроком «Локомотива», но клуб получил за него всего один миллион евро — именно такую сумму озвучила президент «железнодорожников» Ольга Смородская, для подобной сделки это были чрезвычайно маленькие деньги. Дебютировал за «Анжи» 14 февраля 2013 года в матче 1/16 финала Лиги Европы УЕФА против «Ганновера», проведя на поле весь матч. Первый матч в чемпионате России за махачкалинский клуб провёл 17 марта 2013 года в матче 21-го тура против «Крыльев Советов», проведя на поле весь матч.
В конце марта 2013 года получил серьёзную травму и выбыл на длительный срок. После разрыва крестообразной связки восстанавливался почти шесть месяцев, первый матч после травмы провёл 3 октября 2013 года в матче группового этапа Лиги Европы 2013/14 против «Тоттенхэма» (0:2), выйдя на поле на 56-й минуте вместо Сердера Сердерова.
1 июля 2014 года перешёл на правах аренды в «Кубань», с правом последующего выкупа прав на футболиста. 3 августа 2014 года дебютировал за новый клуб в матче 1-го тура чемпионата России против «Уфы» (2:0), проведя на поле весь матч. С этой командой в третий раз в своей карьере дошёл до финала Кубка России. Всего в сезоне 2014/15 провёл за «Кубань» 23 матча во всех турнирах.
В сезоне 2015/16 вернулся в «Анжи». Первый матч после возвращения провёл 19 июля 2015 года в матче 1-го тура чемпионата России против «Крыльев Советов» (0:1), проведя на поле весь матч. Свой первый мяч за «Анжи» забил 29 октября 2015 года в кубковом матче 1/8 финала против «Краснодара», но его клуб уступил 1:3 и выбыл из борьбы за кубок. В первой половине сезона 2015/16 провёл за клуб 17 матчей и забил один мяч.
23 февраля 2016 года на правах аренды перешёл в московское «Динамо». Дебютировал за «Динамо» 2 марта 2016 года в матче 1/4 финала Кубка России против «Амкара» (1:3), а первый матч в чемпионате провёл 7 марта 2016 года против «Урала» (1:1). В этой команде Ещенко провёл 10 матчей, а его команда заняла место в зоне вылета и впервые в современной истории покинула элиту.
В июне 2016 года расторг контракт с «Анжи» по обоюдному согласию сторон.

### «Спартак» (Москва)

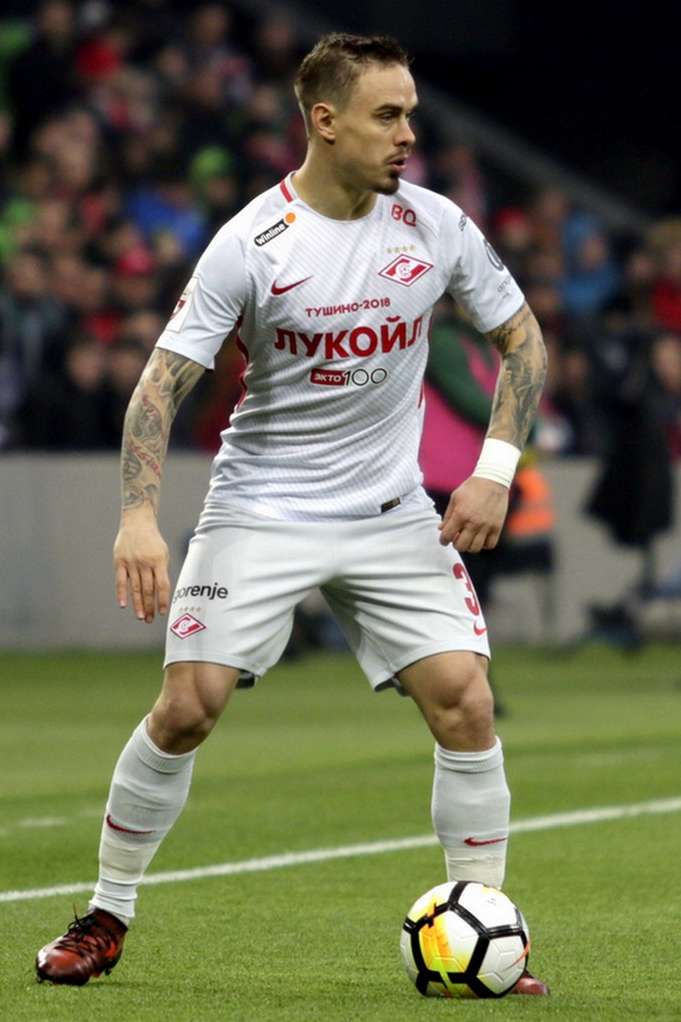
Ещенко в составе «Спартака» в 2017 году

16 июня 2016 года подписал контракт с московским «Спартаком» на правах свободного агента. Дебютировал за клуб в матче 1-го тура чемпионата России против тульского «Арсенала» (4:0). Первый мяч за «Спартак» забил 8 августа 2016 года в матче 2-го тура чемпионата России против «Крыльев Советов» (1:0). В сезоне 2016/17 провёл 27 матчей и забил один мяч, а также стал со своим клубом чемпионом. В сезоне 2017/18 провёл 34 матча, выиграл Суперкубок и стал бронзовым призёром чемпионата.
В сентябре 2018 года Ещенко вместе с Денисом Глушаковым был отстранён от тренировок с основным составом «Спартака» и переведён в молодёжную команду. Причиной этого стали положительные отклики футболистов на публикацию в Instagram актёра Дмитрия Назарова, в которой он в стихах критикует главного тренера команды Массимо Карреру. Дебютировал за молодёжный состав «Спартака» 22 сентября 2018 года в матче 8-го тура первенства против ЦСКА (2:1). В ноябре 2018 года, после ухода Карреры с поста главного тренера «Спартака» и прихода Олега Кононова, Ещенко и Глушаков вернулись к работе с основным составом, за который впервые после перерыва сыграл только 11 ноября 2018 года в матче 7-го тура против «Уфы» (0:2).
3 декабря 2018 года в матче Лиги Европы против венского «Рапида» Ещенко получил серьёзную травму, аналогичную той, что случилось в 2013 году — разрыв передней крестообразной связки. После операции на крестообразной связке левого колена сообщалось, что он выбыл на шесть месяцев (в этом случае сезон 2018/19 для него был бы завершён), но уже 21 апреля 2019 года Ещенко вышел на замену в матче 24-го тура чемпионата России против «Енисея» (2:0). В сезоне 2018/19 провёл за «Спартак» 15 матчей, а также шесть матчей в молодёжном первенстве, за которые в конце сезона Ещенко получил серебряную медаль.
9 февраля 2020 года было объявлено о продлении контракта ещё на один год — до 30 июня 2021 года. 26 сентября 2020 года в матче 9-го тура чемпионата России против «Тамбова» (2:0) вышел на поле на 46-й минуте матча и этот матч стал для Ещенко 100-м за «Спартак». 10 января 2021 года подписал новое соглашение — до лета 2022 года. В сезоне 2020/21 Ещенко провёл 15 матчей и вместе с клубом стал серебряным призёром чемпионата.
В январе 2022 года завершил свою игровую карьеру. Ещенко выступал за «Спартак» с 2016 по 2021 года, провёл 109 матчей, в которых забил один мяч. Вместе с клубом становился чемпионом России, серебряным и бронзовым призёром, а также победителем Суперкубка страны.

### «Знамя» (Ногинск)
29 июня 2022 года Ещенко возобновил свою карьеру и подписал контракт с ногинским «Знаменем» выступающим во второй лиге. Дебютировал за клуб 10 августа 2022 года в матче 5-го тура второй лиги против раменского «Сатурна» (1:2), выйдя в стартовом составе.

## Тренерская карьера
13 января 2022 года после завершения карьеры вошёл в тренерский штаб Паоло Ваноли в московском «Спартаке», став ассистентом. В июне 2022 года покинул клуб после ухода Ваноли, Ещенко было предложено место в академии, но он не согласился. Однако 4 июля 2022 года был назначен заместителем технического директора в академию «Спартака». В июне 2023 года покинул пост в связи с переездом в Краснодар.
После переезда, предложил свои услуги местному клубу — «Кубани», и 11 июля 2023 года был назначен на должность руководителя программы развития молодёжного футбола. В клубе Ещенко стал заниматься разработкой и реализацией программы подготовки футболистов «Кубани» на разных возрастных этапах, курировать тренировочный процесс молодёжных команд и осуществлять методическое сопровождение. 4 июня 2025 года стал исполняющим обязанности главного тренера «Кубани», после ухода Андрея Сосницкого. 18 июня 2025 года был утверждён в должности главного тренера клуба.

## Карьера в сборной

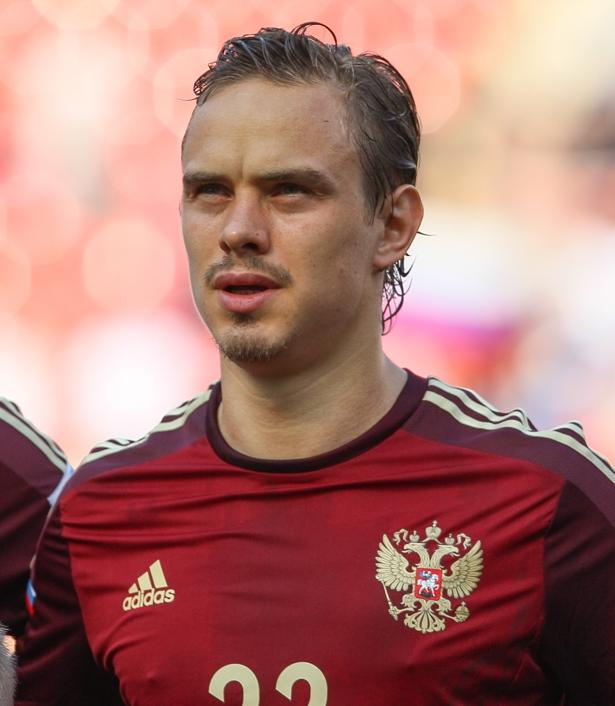
Ещенко в составе сборной России в 2014 году

В 2005 году дебютировал в молодёжной сборной России до 21 года. Всего провёл 9 матчей за сборную до 21 года в официальных турнирах УЕФА. Провёл 4 матча за олимпийскую сборную России. Выступал за вторую сборную России, за которую провёл два матча и забил один мяч (в игре против Литвы).
6 августа 2012 года был впервые вызван в национальной сборной России главным тренером Фабио Капелло на товарищеский матч года против Кот-д’Ивуара. Матч прошёл 15 августа 2012, но на поле Ещенко так и не вышел. Первый выход Ещенко на поле в составе сборной состоялся 11 сентября 2012 года в матче отборочного цикла чемпионата мира 2014 года против Израиля (4:0).
31 марта 2013 года порвал крестообразные связки колена и не принимал участия в тех матчах отборочного цикла, которые прошли в 2013 году. В ноябре 2013 года, восстановившись после травмы, вновь получил вызов в сборную и принял участие в товарищеском матче 15 ноября 2013 года против сборной Сербии, выйдя на замену во втором тайме вместо Алексея Козлова.
2 июня 2014 года был включён в окончательную заявку сборной России на чемпионат мира 2014 года в Бразилии. На турнире сыграл в двух матчах на турнире (против сборных Республики Корея и Бельгии). После чемпионата мира за сборную России не выступал.

## Стиль игры
Выступал на позиции крайнего защитника, хотя начинал как атакующий полузащитник. При игре в защите был быстр и неуступчив, мог сыграть персонально против одного из соперников. Положительным качеством Ещенко являлось то, что играл по всему флангу, подключался к атакам. Несмотря на то, что рабочая нога у Ещенко правая, он успешно выступал на позиции левого защитника.

## Личная жизнь
Свою первую татуировку он сделал, когда был в Киеве. Ещенко сделал себе татуировки, связанные со всеми командами, в которых он играл. На ноге у него татуировка с инициалами А. Е., на плече татуировка с Андреем Первозванным, также есть татуировки с ангелом и Девой Марией.
В 2006 году женился на Марии Ещенко, в 2013 году у них родилась дочь Алиса. В 2014 году пара развелась. Позже Ещенко женился во второй раз и в 2016 году у них родилась дочь Аделина.
В 2018 году снялся в роли самого себя в музыкальном фильме «Верить и мечтать».

## Достижения
«Динамо» (Киев)
- Чемпион Украины: 2006/07
- Серебряный призёр чемпионата Украины: 2005/06
- Обладатель Кубка Украины: 2005/06
- Обладатель Суперкубка Украины: 2006

«Анжи»
- Бронзовый призёр чемпионата России: 2012/13

«Спартак» (Москва)
- Чемпион России: 2016/17
- Серебряный призёр чемпионата России: 2020/21
- Бронзовый призёр чемпионата России: 2017/18
- Обладатель Суперкубка России: 2017

## Статистика

### Клубная
| Выступление             | Выступление      | Выступление      | Лига | Лига | Кубки | Кубки | Еврокубки | Еврокубки | Итого | Итого |
| Клуб                    | Лига             | Сезон            | Игры | Голы | Игры  | Голы  | Игры      | Голы      | Игры  | Голы  |
| ----------------------- | ---------------- | ---------------- | ---- | ---- | ----- | ----- | --------- | --------- | ----- | ----- |
| Звезда (Иркутск)        | Второй дивизион  | 2003             | 15   | 1    | 3     | 0     | —         | —         | 18    | 1     |
| Звезда (Иркутск)        | Второй дивизион  | 2004             | 27   | 2    | 2     | 0     | —         | —         | 29    | 2     |
| Звезда (Иркутск)        | Итого            | Итого            | 42   | 3    | 5     | 0     | —         | —         | 47    | 3     |
| Химки                   | Первый дивизион  | 2005             | 34   | 2    | 7     | 0     | —         | —         | 41    | 2     |
| Химки                   | Итого            | Итого            | 34   | 2    | 7     | 0     | —         | —         | 41    | 2     |
| Динамо (Киев)           | Высшая лига      | 2005/06          | 10   | 1    | 2     | 0     | —         | —         | 12    | 1     |
| Динамо (Киев)           | Высшая лига      | 2006/07          | 1    | 0    | 1     | 0     | 0         | 0         | 2     | 0     |
| Динамо (Киев)           | Итого            | Итого            | 11   | 1    | 3     | 0     | 0         | 0         | 14    | 1     |
| → Динамо (Москва)       | Премьер-лига     | 2006             | 9    | 0    | 1     | 0     | —         | —         | 10    | 0     |
| → Динамо (Москва)       | Итого            | Итого            | 9    | 0    | 1     | 0     | —         | —         | 10    | 0     |
| → Динамо-2 (Киев)       | Первая лига      | 2006/07          | 9    | 0    | —     | —     | —         | —         | 9     | 0     |
| → Динамо-2 (Киев)       | Итого            | Итого            | 9    | 0    | —     | —     | —         | —         | 9     | 0     |
| → Днепр                 | Высшая лига      | 2007/08          | 14   | 0    | 0     | 0     | 0         | 0         | 14    | 0     |
| → Днепр                 | Премьер-лига     | 2008/09          | 6    | 0    | 0     | 0     | 2         | 0         | 8     | 0     |
| → Днепр                 | Итого            | Итого            | 20   | 0    | 0     | 0     | 2         | 0         | 22    | 0     |
| → Арсенал (Киев)        | Премьер-лига     | 2008/09          | 11   | 0    | 0     | 0     | —         | —         | 11    | 0     |
| → Арсенал (Киев)        | Премьер-лига     | 2009/10          | 26   | 1    | 1     | 0     | —         | —         | 27    | 1     |
| → Арсенал (Киев)        | Премьер-лига     | 2010/11          | 30   | 0    | 4     | 0     | —         | —         | 34    | 0     |
| → Арсенал (Киев)        | Итого            | Итого            | 67   | 1    | 5     | 0     | —         | —         | 72    | 1     |
| Волга (Нижний Новгород) | Премьер-лига     | 2011/12          | 12   | 0    | 0     | 0     | —         | —         | 12    | 0     |
| Волга (Нижний Новгород) | Итого            | Итого            | 12   | 0    | 0     | 0     | —         | —         | 12    | 0     |
| Локомотив (Москва)      | Премьер-лига     | 2011/12          | 7    | 0    | 0     | 0     | 0         | 0         | 7     | 0     |
| Локомотив (Москва)      | Премьер-лига     | 2012/13          | 17   | 1    | 1     | 0     | —         | —         | 18    | 1     |
| Локомотив (Москва)      | Итого            | Итого            | 24   | 1    | 1     | 0     | 0         | 0         | 25    | 1     |
| Анжи                    | Премьер-лига     | 2012/13          | 2    | 0    | 0     | 0     | 4         | 0         | 6     | 0     |
| Анжи                    | Премьер-лига     | 2013/14          | 16   | 0    | 0     | 0     | 7         | 0         | 23    | 0     |
| Анжи                    | Премьер-лига     | 2015/16          | 16   | 0    | 1     | 1     | —         | —         | 17    | 1     |
| Анжи                    | Итого            | Итого            | 34   | 0    | 1     | 1     | 11        | 0         | 46    | 1     |
| → Кубань                | Премьер-лига     | 2014/15          | 21   | 0    | 2     | 0     | —         | —         | 23    | 0     |
| → Кубань                | Итого            | Итого            | 21   | 0    | 2     | 0     | —         | —         | 23    | 0     |
| → Динамо (Москва)       | Премьер-лига     | 2015/16          | 9    | 0    | 1     | 0     | —         | —         | 10    | 0     |
| → Динамо (Москва)       | Итого            | Итого            | 9    | 0    | 1     | 0     | —         | —         | 10    | 0     |
| Спартак (Москва)        | Премьер-лига     | 2016/17          | 25   | 1    | 0     | 0     | 2         | 0         | 27    | 1     |
| Спартак (Москва)        | Премьер-лига     | 2017/18          | 23   | 0    | 4     | 0     | 7         | 0         | 34    | 0     |
| Спартак (Москва)        | Премьер-лига     | 2018/19          | 12   | 0    | 0     | 0     | 3         | 0         | 15    | 0     |
| Спартак (Москва)        | Премьер-лига     | 2019/20          | 14   | 0    | 1     | 0     | 3         | 0         | 18    | 0     |
| Спартак (Москва)        | Премьер-лига     | 2020/21          | 15   | 0    | 0     | 0     | —         | —         | 15    | 0     |
| Спартак (Москва)        | Премьер-лига     | 2021/22          | 0    | 0    | 0     | 0     | 0         | 0         | 0     | 0     |
| Спартак (Москва)        | Итого            | Итого            | 89   | 1    | 5     | 0     | 15        | 0         | 109   | 1     |
| → Спартак-2             | ФНЛ              | 2020/21          | 1    | 0    | —     | —     | —         | —         | 1     | 0     |
| → Спартак-2             | ФНЛ              | 2021/22          | 1    | 0    | —     | —     | —         | —         | 1     | 0     |
| → Спартак-2             | Итого            | Итого            | 2    | 0    | —     | —     | —         | —         | 2     | 0     |
| Знамя                   | Вторая лига      | 2022/23          | 6    | 0    | 0     | 0     | —         | —         | 6     | 0     |
| Знамя                   | Итого            | Итого            | 6    | 0    | 0     | 0     | —         | —         | 6     | 0     |
| Всего за карьеру        | Всего за карьеру | Всего за карьеру | 384  | 9    | 31    | 1     | 28        | 0         | 443   | 10    |

### Сборная
| Матчи Ещенко за сборную России | Матчи Ещенко за сборную России | Матчи Ещенко за сборную России | Матчи Ещенко за сборную России | Матчи Ещенко за сборную России | Матчи Ещенко за сборную России | Матчи Ещенко за сборную России |
| ------------------------------ | ------------------------------ | ------------------------------ | ------------------------------ | ------------------------------ | ------------------------------ | ------------------------------ |
| №                              | Дата                           | Оппонент                       | Счёт                           | Голы Ещенко                    | Соревнование                   |                                |
| 1                              | 11 сентября 2012               | Израиль                        | 4:0                            | —                              | Отборочные матчи ЧМ-2014       |                                |
| 2                              | 12 октября 2012                | Португалия                     | 1:0                            | —                              | Отборочные матчи ЧМ-2014       |                                |
| 3                              | 16 октября 2012                | Азербайджан                    | 1:0                            | —                              | Отборочные матчи ЧМ-2014       |                                |
| 4                              | 14 ноября 2012                 | США                            | 2:2                            | —                              | Товарищеский матч              |                                |
| 5                              | 6 февраля 2013                 | Исландия                       | 2:0                            | —                              | Товарищеский матч              |                                |
| 6                              | 25 марта 2013                  | Бразилия                       | 1:1                            | —                              | Товарищеский матч              |                                |
| 7                              | 15 ноября 2013                 | Сербия                         | 1:1                            | —                              | Товарищеский матч              |                                |
| 8                              | 19 ноября 2013                 | Республика Корея               | 2:1                            | —                              | Товарищеский матч              |                                |
| 9                              | 5 марта 2014                   | Армения                        | 2:0                            | —                              | Товарищеский матч              |                                |
| 10                             | 26 мая 2014                    | Словакия                       | 1:0                            | —                              | Товарищеский матч              |                                |
| 11                             | 31 мая 2014                    | Норвегия                       | 1:1                            | —                              | Товарищеский матч              |                                |
| 12                             | 6 июня 2014                    | Марокко                        | 2:0                            | —                              | Товарищеский матч              |                                |
| 13                             | 17 июня 2014                   | Республика Корея               | 1:1                            | —                              | Финальные матчи ЧМ 2014        |                                |
| 14                             | 22 июня 2014                   | Бельгия                        | 0:1                            | —                              | Финальные матчи ЧМ 2014        |                                |

Итого: 14 матчей / 0 голов; 8 побед, 5 ничьих, 1 поражение.